# حوضه آموندسن

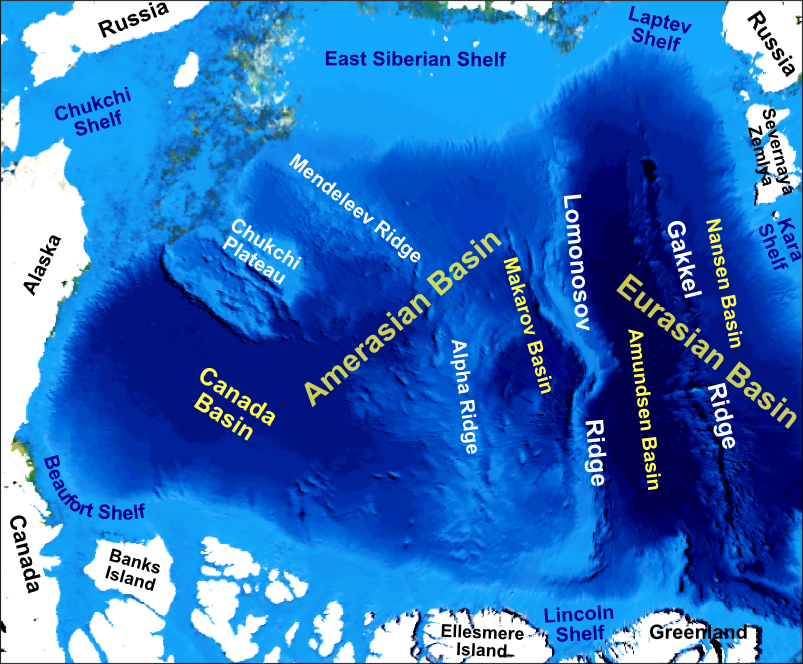
ژرفاسنجی عوارض و پدیده‌های اصلی در اقیانوس شمالگان

حوضه آموندسن (انگلیسی: Amundsen Basin) با ژرفای 4.4 کیلومتر، ژرف‌ترین ناحیه مغاکی در اقیانوس شمالگان است. حوضه آموندسن از پشته لومونسف تا پشته گاکل را در بر می‌گیرد و به افتخار روئال آمونسن مکتشف نروژی نام‌گذاری شده است. حوضه آموندسن همراه با حوضه نانسن، بخشی از حوضه اوراسیا به‌شمار می‌روند. 
حوضه آموندسن ژرف‌ترین حوضه در اقیانوس شمالگان است و نقطه جغرافیایی قطب شمال در آن قرار دارد. این حوضه بر اثر گسترش بستر اقیانوس در دوران نوزیستی شکل گرفته است.